# Monte Vista Lookout Cabin
 (juin 2021).
Pour les articles homonymes, voir Vista.
La Monte Vista Lookout Cabin est une cabane américaine dans le comté de Cochise, en Arizona. Située au pied d'une tour de guet au sommet du pic Monte Vista, cette cabane en rondins est protégée au sein de la Chiricahua Wilderness, dans la forêt nationale de Coronado. Elle a été construite au début des années 1930 et est inscrite au Registre national des lieux historiques depuis le 28 janvier 1988.